# Talent (Tschechow)

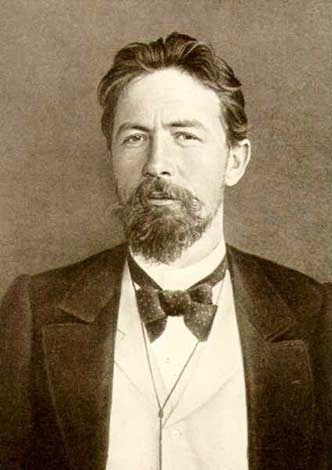
Anton Tschechow

Talent (russisch Талант, Talant) ist eine Kurzgeschichte des russischen Schriftstellers Anton Tschechow, die am 6. September 1886 in der Wochenzeitschrift Oskolki erschien.
Die 20-jährige Katja möchte von dem jungen Jegor Sawwitsch geheiratet werden, weil sie sein Talent als Genremaler bestaunt und zudem meint, ihre Mutter, eine Offizierswitwe, erwarte diese Verbindung. Katjas Heiratswunsch ist einseitig. Sawwitsch, der seine großartige Malerkarriere in klaren Bildern vor sich sieht, verschwendet keinen Gedanken an eine Ehe. Denn alle großen Künstler seien unverheiratet geblieben. An jene Karriere kann der Leser kaum glauben, denn in den letzten Sommermonaten, in denen Sawwitsch auf Kosten seiner Wirtin – das ist Katjas Mutter – gelebt hat, entstand lediglich eine Skizze mit Katja am Fenster; ein Werk, das Sawwitschs Freund, der Landschaftsmaler Uklejkin, leider kritisieren muss. Trotz solcher Schwäche schwärmen die drei Freunde, immer guter Dinge – der Historienmaler Kostylew komplettiert das Trio – von ihrer bevorstehenden Malerkarriere.
Es wird aber damit nicht steil aufwärts gehen, ist sich der in Kunstdingen erfahrene Erzähler sicher. Alle drei seien „Opfer jenes unerbittlichen Gesetzes …, nach dem von Hunderten Anfängern, die zu Hoffnungen berechtigen, nur zwei oder drei sich hocharbeiten, alle übrigen aber zum alten Eisen geworfen werden und zugrunde gehen …“.

## Verwendete Ausgabe
- Gerhard Dick (Hrsg.), Wolf Düwel (Hrsg.): Anton Tschechow: Gesammelte Werke in Einzelbänden: Talent. S. 560–566 in: Gerhard Dick (Hrsg.): Anton Tschechow: Vom Regen in die Traufe. Kurzgeschichten. Aus dem Russischen übersetzt von Ada Knipper und Gerhard Dick. Mit einem Vorwort von Wolf Düwel. 630 Seiten. Rütten & Loening, Berlin 1964 (1. Aufl.)[2]